# Мерино, Лола
Лола Мерино (исп. Lola Merino) (28 марта 1969, Мехико Мексика) — мексиканская актриса испанского происхождения.

## Биография
Родилась 28 марта 1969 года. Известная мексиканская актриса испанского происхождения, снималась в мексиканских теленовеллах. В России актриса известна по ролям Маргариты в мексиканской теленовелле Моя вторая мама и Фернанды Амолинар в мексиканской теленовелле Просто Мария.
В связи с финансовым кризисом на студии Televisa, актриса переходит на киностудию TV Azteca, где на несколько лет становится актрисой данной киностудии, однако и там актрису ждал ещё больший финансовый кризис. Актриса несколько лет не снималась из-за рождения детей. Когда дети актрисы подросли и пошли в школу, она вернулась в актёрскую профессию, и попала в штат киностудии, с которой начиналась её актёрская карьера — Televisa. Первым сериалом, в которой актриса снялась после возвращения, является мексиканский сериал 2008 года Лето любви.

## Фильмография

### Теленовеллы телекомпанииTelevisa
- 1989 — Моя вторая мама…. Маргарита (взрослая)
- 1989 — Просто Мария…. Фернанда Амолинар (дубляж - Любовь Германова)
- 1996 — Ты и я…. Алисия
- 2009 — Лето любви…. София Дуарте
- 2009 — Дикое сердце…. Элоиза
- 2011 — Два домашних хозяйства….
- 2012 — Корона слёз….Мерседес[1]

### Теленовеллы студииTV Azteca
- 2000 — Улица невест…. Лисетте